# Halálkúra
A Halálkúra egy disztópikus scifi-regény, ami James Dashner Az útvesztő-könyvsorozatának a harmadik kötete. 2011-ben jelent meg angol nyelven, a második könyv Az útvesztő-könyvsorozatban. A Tűzpróba folytatása, ezt követi Halálparancs, és végül a The Fever Code.
A könyvből Wes Ball rendezésében készült filmet várhatóan 2017. február 17-én mutatják be.

## Magyarul
- Halálkúra. Az Útvesztő-trilógia harmadik kötete; ford. Havadi Krisztina; Cartaphilus, Bp., 2015 (Carta light)